# 30 днів ночі
30 днів ночі (англ. 30 Days of Night) — американський фільм жахів 2007 року, що базується на однойменній серії коміксів, сюжет яких побудовано на спробі жителів містечка на Алясці врятуватися від вампірів до того, як зійде сонце. Режисер — Девід Слейд, у головних ролях знялися Джош Гартнетт, Мелісса Джордж, Денні Г'юстон, Бен Фостер. Прем'єра фільму відбулася 19 жовтня 2007 року в США, 29 листопада — в Україні.

## Сюжет
Події відбуваються на мисі Барроу, крайній північній точці Аляски. Місцеві жителі готуються до щорічних «тридцяти днів ночі» — полярної ночі, що триватиме місяць. Стелла Олесон — колишня дружина шерифа Ебена Олесона — не встигає потрапити на літак, тому вимушена залишитися на мисі. Шериф затримує дивного незнайомця, що порушує комунікацію містечка. У відділку Ебен знаходиться із Стеллою, братом Джейком і бабусею. Раптом на жителів починають нападати якісь створіння з надлюдськими здібностями. Ебен попереджає людей, щоб вони заховалися в будинках, та йому не вдається перешкодити трагедії. Вампіри, що бояться тільки сонячного світла, захопили Барроу й убили майже всіх його жителів. Частина з них також перетворилися на вампірів. Ті, що залишилися в живих, намагаються добратися до колектора. Їм треба протриматися 30 днів до того, як зійде сонце.
Коли до сходу лишається кілька годин, вампіри проривають нафтову дамбу й підпалюють місто. Таким чином всі сліди злочинства буде знищено й ніхто не дізнається, що насправді відбулося в містечку. Стелла із малим хлопчиком сховалася під машиною й не змогла вчасно втекти, тому що їх оточили вампіри. Ебен зрозумів, що не зможе здолати всіх вампірів, тому ввів собі кров одного з загиблих для того, щоб самому набути надлюдської сили вампірів. Він вбиває їх вожака. Тим часом піднімається сонце. Ебен і Стелла зустрічають схід сонця разом, та перші ж його промені спалюють обличчя чоловіка.

## У ролях
- Джош Гартнетт — шериф Ебен Олесон;
- Мелісса Джордж — Стелла Олесон, дружина Ебена;
- Денні Г'юстон — Марлоу;
- Бен Фостер — незнайомець;
- Марк Бун — Бо Брауер;
- Марк Рендалл — Джейк Олесон, брат Ебена;
- Ембер Сейнсбері — Деніз;
- Ману Беннетт — Біллі Кітка;
- Джоел Тобек — Даґ Герц;

## Касові збори
Фільм отримав $75,505,973 ($39,568,996 в США та $35,936,977 за кордоном).
Під час показу в Україні, що розпочався 29 листопада 2007 року, протягом перших вихідних фільм демонстрували на 29 екранах, що дозволило йому зібрати $81,808 і посісти 3 місце в кінопрокаті того тижня. Фільм опустився на шосту сходинку українського кінопрокату наступного тижня, адже демонструвався вже на 25 екранах і зібрав за ті вихідні ще $32,658. Загалом фільм в кінопрокаті України пробув 2 тижні і зібрав $133,455, посівши 91 місце серед найбільш касових фільмів 2007 року.

## Кінокритика
На сайті Rotten Tomatoes кінофільм здобув рейтинг у 49 % (74 схвальних відгуків і 77 несхвальних). На сайті Metacritic фільм отримав 53 зі 100 балів.